# Юганскнефтегаз
ООО «РН-Юганскнефтегаз» (до октября 2008 — ОАО «Юганскнефтегаз») — ведущее добывающее предприятие НК «Роснефть», крупнейшее нефтедобывающее предприятий России. Компания ведет работу на территории городов Нефтеюганск, Пойковский и Пыть-Ях, Нефтеюганского, Сургутского и Ханты-Мансийского районов ХМАО-Югры, разрабатывает 28 месторождений. 
За 2019 год было добыто 126,24 млн тонн, что составляет 57 % добычи по ХМАО-Югре и более 82 % всей нефтедобычи России Штаб-квартира располагается в городе Нефтеюганске (ХМАО). Генеральный директор — Шиманский Александр Анатольевич.
Адрес штаб квартиры: 628309, ХМАО, г. Нефтеюганск, ул. Ленина, 26.

## История

### СССР
История Юганскнефтегаза началась в 1961 году с разработки Усть-Балыкского нефтяного месторождения. 15 сентября 1977 года глава Министерства нефтяной промышленности Николай Алексеевич Мальцев подписал Приказ о создании Производственного Объединения «Юганскнефтегаз». В состав вошли нефтегазодобывающее управление «Юганскнефть», нефтегазодобывающее управление «Правдинскнефть», а также управления буровых работ и другие предприятия сервисного комплекса. Первым генеральным директором был назначен Роман Иванович Кузоваткин.
C 1988 года генеральным директором ПО «Юганскнефтегаз» становится Сергей Викторович Муравленко.

### Россия
В 1992 году было принято решение[кем?], а в 1993 создана нефтяная компания «ЮКОС», одним из основных активов которой являлся «Юганскнефтегаз». В 2004 году в ходе банкротства ЮКОСа 76,79 % акций крупнейшей нефтедобывающей «дочки» «ЮКОСа» купила малоизвестная, вымышленная компания «Байкалфинансгруп». Вскоре 100 % долю в «Байкалфинансгруп» купила государственная компания «Роснефть». В октябре 2006 года новые владельцы компании преобразовали её форму собственности и имя, новое название — ООО «РН-Юганскнефтегаз» (РН — сокращение от «РосНефть»).
Промышленная разработка Среднего Приобья была начата в 1964 году с разбуривания Усть-Балыкского и Солкинского месторождений. В 1966 году на базе нефтепромысла Нефтепромыслового управления «Сургутнефть» были образованы первые нефтепромысловые управления в городе Нефтеюганске и пос. Пойковский Нефтеюганского района. К 1977 году, по мере ввода новых месторождений, значительно были увеличены объёмы работ по бурению и добыче нефти, возросло количество предприятий, и возник вопрос о координации действий предприятий-смежников.
Учитывая большие объёмы и перспективы развития нефтяной промышленности в Тюменской области, в соответствии с Постановлением Совета Министров СССР от 20.08.1974 № 661 «О генеральной схеме управления нефтяной промышленности», 01 ноября 1977 г., согласно приказам Министерства нефтяной промышленности СССР от 15.09.1977 № 495 и Главного Тюменского управления по нефтяной и газовой промышленности /Главтюменнефтегаз/ от 09.09.1977 № 568, на базе двух нефтегазодобывающих управлений «Юганскнефть» и «Правдинскнефть», годовая добыча которых составляла около 31 млн тонн нефти, было создано производственное объединение «Юганскнефтегаз» с местонахождением в городе Нефтеюганске Тюменской области, действующее на территории Сургутского района по левому берегу реки Оби.
Для этой цели в аппарате управления, согласно приказу ПО «Юганскнефтегаз» № 1 от 01.11.1977, были созданы на внутрихозяйственном расчете:
- Управление по бурению с подчинением ему Нефтеюганского управления буровых работ № 1, Нефтеюганского управления буровых работ № 2, Мамонтовского управления буровых работ, Нефтеюганского вышкомонтажного управления, Нефтеюганской тампонажной конторы, Нефтеюганской центральной базы производственного обслуживания по прокату и ремонту бурового оборудования, треста «Юганскнефтеспецстрой»;
- Управление технологического транспорта спецтехники и автомобильных дорог с подчинением ему Нефтеюганского управления технологического транспорта №1, Нефтеюганского управления технологического транспорта №2, Нефтеюганского управления технологического транспорта №3, Нефтеюганского управления технологического транспорта №4, Мамонтовского управления технологического транспорта, Пойковского управления технологического транспорта, Нефтеюганского управления автомобильных дорог, Нефтеюганской центральной ремонтно-механической мастерской;
- Управление производственно-технического обслуживания и комплектации оборудования с подчинением ему Нефтеюганской базы производственно-технического обслуживания и комплектации оборудованием;
- Жилищно-бытовое управление с подчинением ему Нефтеюганской жилищно-коммунальной конторы, Пойковской жилищно-коммунальной конторы, Ремонтно-строительного управления Нефтегазодобывающего управления «Юганскнефть», Ремонтно-строительного управления Нефтегазодобывающего управления «Правдинскнефть»;
- Управление капитального строительства.

На самостоятельном балансе в объединение вошли Нефтегазодобывающее управление «Юганскнефть» с местонахождением в г. Нефтеюганске и Нефтегазодобывающее управление «Правдинскнефть» с местонахождением в пос. Пойковский Нефтеюганского района, а также трест «Юганскнефтеспецстрой» и управление «Юганскэнергонефть» с производственными единицами.
Для осуществления мероприятий, связанных с изменением структуры объединения, была создана комиссия под председательством назначенного генерального директора объединения лауреата Государственной премии Романа Ивановича Кузоваткина.

## Список месторождений ООО «РН-ЮНГ»
Нефтяные месторождения ООО «РН-Юганскнефтегаз»:
- Приразломное месторождение,
- Правдинское месторождение, Восточно-Правдинское месторождение,
- Северо-Салымское месторождение, Западно-Салымское месторождение, Лемпинская площадь[2],
- Приобское месторождение, Приобское месторождение левый берег, Приобское месторождение правый берег,
- Остров Монастырский,
- Малобалыкское месторождение, Среднебалыкское месторождение, Южно-Балыкское месторождение, Усть-Балыкское месторождение,
- Петелинское месторождение,
- Кудринское месторождение[3],
- Тепловское месторождение, Южно-Тепловское месторождение,
- Чупальское месторождение, Чупальский лицензионный участок месторождение им. О.А. Московцева
- Соровское месторождение,
- Западно-Угутское, Средне-Угутское, Угутское месторождение,
- Встречное месторождение[4],
- Киняминское месторождение[5],
- Восточно-Сургутское месторождение, Южно-Сургутское месторождение,
- Фаинское месторождение[6],
- Солкинское месторождение[7],
- Майское месторождение[8],
- Мамонтовское месторождение, Энтельская площадь Мамонтовского месторождения,
- Ефремовское месторождение[9],
- Омбинское месторождение.